# Хенрик Тофт Хансен
Хенрик Тофт Хансен (дан. Henrik Toft Hansen; Скиве, 18. децембар 1986) дански је рукометаш и репрезентативац који тренутно игра за француског прволигаша Париз Сен Жермен на позицији пивота. 
У репрезентацији Данске суиграч му је брат Рене Тофт Хансен, који такође игра на позицији пивота. Уз то има још једног брата, Allana те двије сестре, Majbritt и Jeanette. Сво четворо активно играју рукомет, а сви су, такође, осим Jeanette, пивоти.
Тофт Хансен је са Данском освојио злато на Олимпијским играма 2016. године у Рио де Жанеиру, Светском првенству 2019. у Данској и Њемачкој и Европском првенству 2012. у Србији, те сребро на Светском првенству 2013. у Шпанији.

## Клупски профеји

### Олборг
- Првенство Данске: 2010.

### Копенхаген
- Првенство Данске: 2012.
- Куп Данске: 2012.

### Фленсбург
- Првенство Њемачке: 2018.

### Париз Сен Жермен
- Првенство Француске: 2019.
- Лига куп Француске: 2019.